# Zasle
Zasle (macedónul: Зашле) település Észak-Macedóniában, a Pelagonijai körzet Demir Hiszar-i járásában.

## Népesség
| Lakosok száma | 414  | 453  | 402  | 201  | 103  | 52   | 48   | 42   | 12   |
|               | 1948 | 1953 | 1961 | 1971 | 1981 | 1991 | 1994 | 2002 | 2021 |

2002-ben 42 lakosa volt, akik mindannyian macedónok.